# Monheim (Bavière)
Pour les articles homonymes, voir Monheim.
Monheim est une ville de Bavière (Allemagne), située dans l'arrondissement de Danube-Ries, dans le district de Souabe.